# 冬野みかん
冬野 みかん（ふゆの みかん、5月14日 - ）は、日本の漫画家。

## 概要
「突撃 隣のロリ嫁さん」で『COMIC天魔』2011年3月号（茜新社）にてデビュー。同作品にて第4回LO漫画賞受賞。主に成人向け漫画を執筆し、コミックエルオー（茜新社）を中心に活躍中。
通算3作目の成人向け単行本『ぷち♥きゃわ』に収録された｢ワンルーム｣内の一コマ(主人公の女の子が｢生きてけない｣とつぶやき顔面蒼白になるシーン)がふたば☆ちゃんねるなどに転載され、ネットミームとして流行したことがある。この反響を受け、この話が収録された『ぷち♥きゃわ』の帯には、この単行本の収録作がネットミームの出典であることが明記されている。

## 作品リスト
単行本の日付は奥付上のもの、括弧内が発売日。

### 一般向け
- 『ガールズ ラジオ デイズ たまささsistersの日常』[1] 2019年9月27日（同日[2][3]）、KADOKAWA〈電撃コミックスNEXT〉、ISBN 978-4-04-912767-6

### 成人向け
1. 『小さい女の子が好きで何が悪い！』 2012年11月10日（2012年10月26日[4]）、茜新社〈TENMACOMICS LO #123〉、ISBN 978-4-86349-326-1
2. 『ちいさくてもいいじゃない！』 2013年12月10日（2013年11月29日[5]）、茜新社〈TENMACOMICS LO #143〉、ISBN 978-4-86349-400-8
3. 『ぷち♥きゃわ』 2015年6月10日（2015年5月26日[6]）、茜新社〈TENMACOMICS LO #177〉、ISBN 978-4-86349-500-5
4. 『ろりっぽいの』 2016年12月10日（2016年11月28日[7]）、茜新社〈TENMACOMICS LO #205〉、ISBN 978-4-86349-597-5
5. 『はつじょう♡がーるず』 2019年3月10日（2019年2月28日[8]）、茜新社〈TENMACOMICS LO #246〉、ISBN 978-4-86349-754-2